# 长叶千斤拔
长叶千斤拔（学名：Flemingia stricta）为豆科千斤拔属下的一个种。

## 扩展阅读
- 維基物種上的相關：长叶千斤拔